# Veränderliche Kräutereule

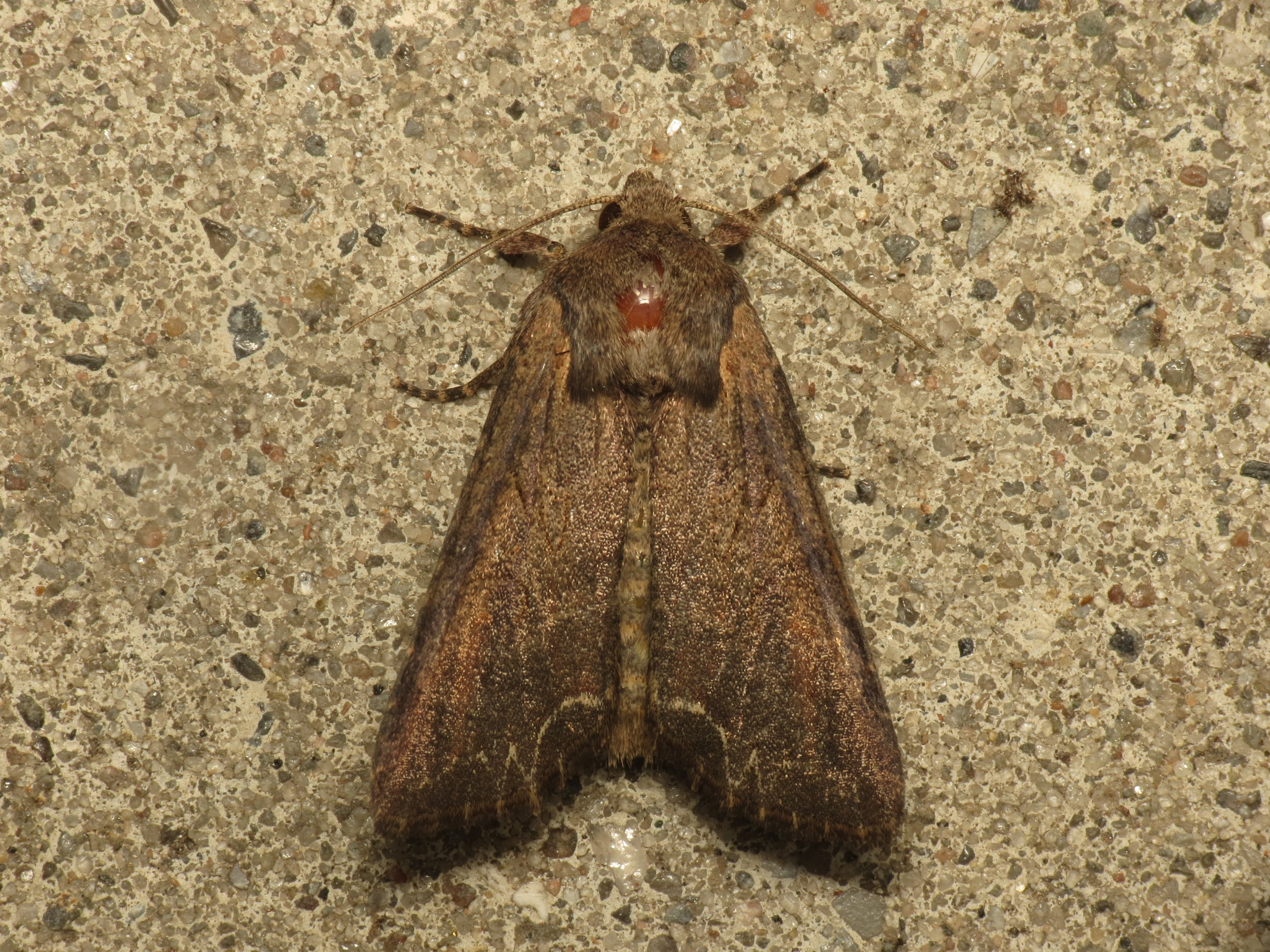
Braune Farbvariante

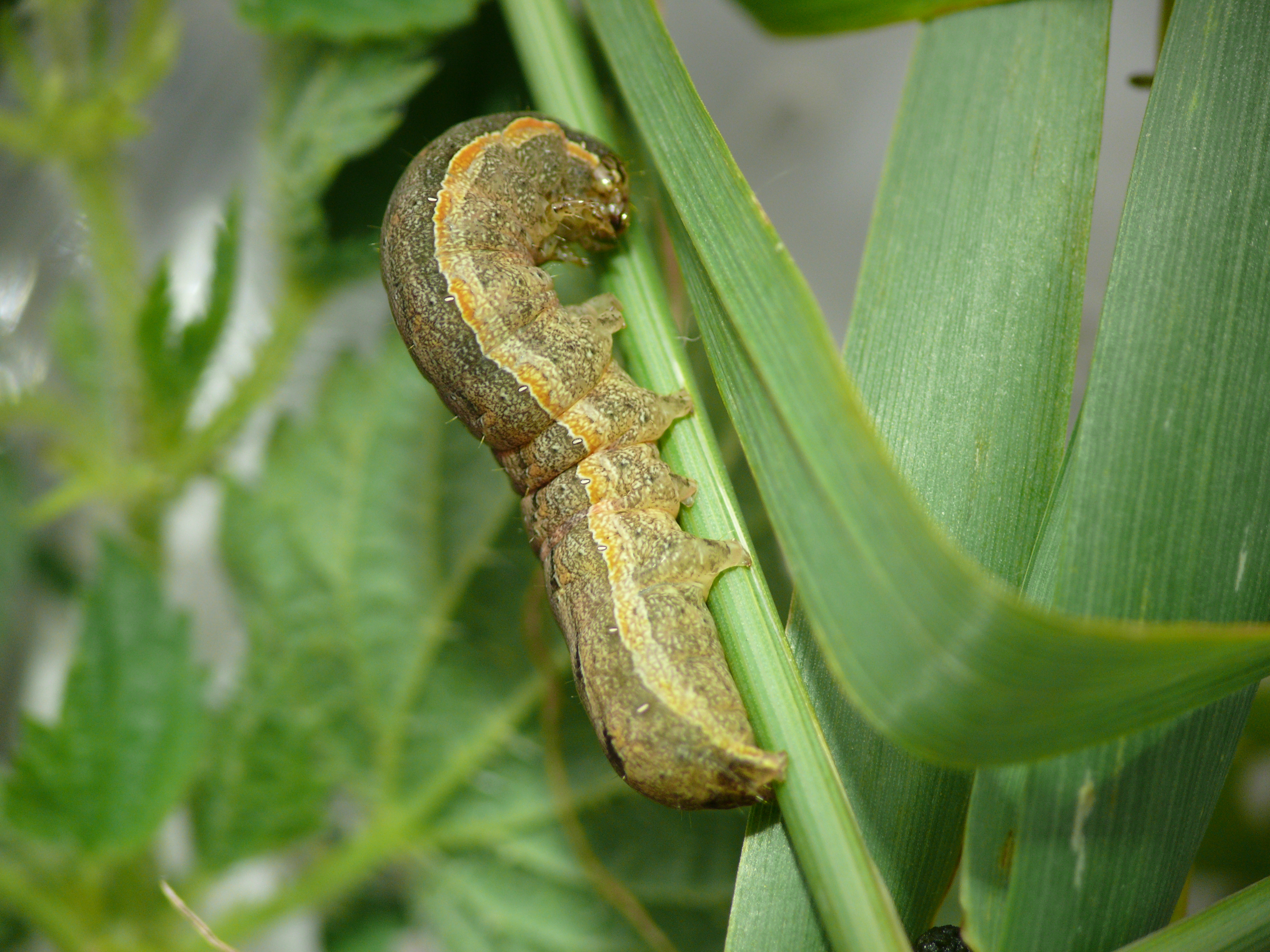
Raupe

Die Veränderliche Kräutereule (Lacanobia (Dianobia) suasa), auch als Auenschuttflur-Blättereule bezeichnet, ist ein Schmetterling (Nachtfalter) aus der Familie der Eulenfalter (Noctuidae).

## Merkmale

### Falter
Die Flügelspannweite der Falter beträgt 32 bis 39 Millimeter. Wie schon der Trivialname andeutet, sind die Falter bezüglich der Farbgebung und Zeichnung außerordentlich variabel. So reicht die Färbung der Vorderflügeloberseite von Ocker über Grau und Rotbraun bis zu Schwarzbraun. Nieren-, Ring- und Zapfenmakel treten zuweilen deutlich hervor, können aber auch sehr undeutlich sein. Bei hell gefärbten Exemplaren ist die Zapfenmakel oftmals tief schwarz. Querlinien und Pfeilflecke sind meist nicht erkennbar bzw. fehlen gänzlich. Deutlichstes Erkennungsmerkmal ist die weißliche, zumeist deutlich hervortretende Wellenlinie, deren großes W-Zeichen bis in die Fransen reicht. Die Hinterflügeloberseite ist zeichnungslos hell graubraun gefärbt. Die dunklen Adern treten etwas hervor. Auf der Hinterflügelunterseite befindet sich ein dunkler Diskoidalfleck.

### Ei
Das kugelige Ei ist an der Basis abgeflacht und mit kräftigen, leicht gewellten Rippen überzogen. Es hat eine weißliche Farbe und ist mit einer blassen rotbraunen Binde und einem ebenso gefärbten Mittelfleck versehen.

### Raupe
Die Färbung der Raupen variiert von grünlich oder gelblich bis zu rötlich braun. Sie besitzen eine undeutliche dunkle Rückenlinie mit ebenfalls dunklen Schrägstrichen. Außerdem zeigen sie breite weißliche oder gelbliche Seitenstreifen, die nach oben schwarz abgesetzt sind. Die Stigmen sind weiß und schwarz umrandet.

### Puppe
Die rotbraune Puppe hat einen an der Basis leicht eingedellten Kremaster, der mit zwei Enddornen versehen ist.

### Ähnliche Arten
Bei der farblich ebenfalls sehr variablen Schwarzstrich-Kräutereule (Lacanobia thalassina) erreicht das etwas kleiner ausgebildete W-Zeichen meist nicht die Fransen. Die Falter sind im Gesamterscheinungsbild auch bunter und zeigen eine schwarze Wurzelstrieme.

## Synonyme
- Phalaena dissimilis Knoch, 1781

## Verbreitung und Lebensraum
Die Art ist in Europa mit einer Ausdehnung von den Pyrenäen nord- und ostwärts durch Mitteleuropa und die gemäßigte Zone bis nach Ostasien verbreitet. Sie kommt auch auf den Britischen Inseln vor. Im Gebirge steigt sie bis auf eine Höhe von etwa 1800 Metern. Hauptlebensraum sind Halbtrockenrasengebiete, Wiesentäler, Gärten, Auen- und Mischwaldränder sowie Trümmer- und Schutthalden.

## Lebensweise
Die nachtaktiven Falter bilden zwei Generationen im Jahr, die von Ende April bis Anfang Juli sowie von Ende Juli bis Mitte September anzutreffen sind. Sie saugen gelegentlich an den Blüten von Rainfarn (Tanacetum vulgare), Echter Waldrebe (Clematis vitalba) oder Schmetterlingsflieder (Buddleja davidii), erscheinen an künstlichen Lichtquellen und auch gerne an Ködern. Die Eier werden in großer Zahl an der Nahrungspflanze abgelegt. Die Raupen ernähren sich von den Blättern verschiedener niedriger Pflanzen, beispielsweise von Klee- (Trifolium), Steinklee- (Melilotus),  Wegerich- (Plantago), Lattich- (Lactuca), Ampfer- (Rumex), Melden- (Atriplex) und Vogelknötericharten (Polygonum). Die Art überwintert als Puppe.

## Gefährdung
Die Veränderliche Kräutereule ist in Deutschland weit verbreitet, gebietsweise zahlreich anzutreffen und gilt als nicht gefährdet.

## Systematik und Taxonomie
Die Gattung Lacanobia wird von Hacker et al. (2002) in drei Untergattungen aufgeteilt. Lacanobia suasa wird zur Untergattung Dianobia gestellt.